# Windows Fundamentals for Legacy PCs
Pour les articles homonymes, voir FLP.
Windows Fundamentals for Legacy PCs ou Windows FLP ou WinFLP est un système d’exploitation destiné à implémenter les fonctionnalités d'un Windows XP embarqué sur un ordinateur peu puissant ou vieillissant. L’idée derrière ce système d’exploitation est qu’il offre un système d’exploitation stable pour les anciens ordinateurs mais avec les points forts du Service Pack 2 pour Windows XP tels que le Windows Firewall ou encore les mises à jour automatiques.
Il est officiellement sorti le 8 juillet 2006.
Il est possible d’utiliser Windows FLP comme un gestionnaire de bureau à distance ou en standalone comme système d’exploitation à part entière. Il ne sera jamais disponible dans le commerce ou en OEM mais uniquement en mise à jour bon marché pour les machines de société qui tournent encore sous Windows 95/98 et dont le matériel ne peut être simplement remplacé.

## Configuration minimale
- 64 Mo RAM (128 Mo conseillés)
- Processeur Pentium à 233 MHz (300 MHz conseillé)
- 610 Mo de disque dur (1 Go conseillé)
- 800×600 de résolution ou plus
- Carte réseau

## Spécifications
- Utilise par défaut moins de RAM que Windows XP Professionnel
- Compatible avec la majorité des applications pour Windows XP
- Compatible avec la gestion basique du réseau
- Compatible avec la majorité des pilotes pour Windows XP
- Permet aux anciens ordinateurs d’avoir une politique réseau moderne
- Compatible avec DirectX
- Compatible avec tous les types de périphériques standard (souris, clavier)

## Limitations
- La connexion par modem RTC et aux terminaux a été supprimée
- Il peut y avoir quelques problèmes de compatibilité avec certains programmes
- Il peut y avoir quelques problèmes avec les anciens pilotes
- L’installation nécessite le formatage du disque dur
- Aucune calibration de Joystick
- N’inclut pas NULL.SYS utilisée par exemple avec Cygwin
- Cette version n’est pas recommandée pour les utilisateurs de langue non anglaise. Il existe quelques erreurs avec le MUI (Multilingual User Interface) permettant de traduire l’ensemble du système